# 望みの色を
望みの色を (Any Colour You Like) は、イギリスのロック・バンド、ピンク・フロイドのインストゥルメンタル（オフヴォーカル）。
1973年に発表されたアルバム『狂気』のB面に収録された。アルバムで唯一、ロジャー・ウォーターズ抜きで作られた曲である。

## 概要
曲名のフレーズはヘンリー・フォードの自伝から引用したものである。
アルバムジャケットの光線を通すプリズムのイラストはヒプノシスのストーム・ソーガソンこの曲を元に作成した物で、他にも10個ほど候補があった。
オリジナル版のレコードでは、Nick Mason（ニック・メイスン）のクレジットが、Nick Marson（ニック・マーソン）と誤った表記がされていた。
基本的にDm7→Gの2つのコードで構成されている。4小節から25小節までシンセサイザーの音が左のチャンネルから右チャンネルへ反響する。その後、主旋律がオーバードライブされたリードギターに変わる。29小節ではリードギターが右チャンネルに、リズムギターが左チャンネルに配置される。リードギターのトラックからはギルモアのハミングが聞こえる。53小節目には再びシンセサイザーが鳴り響く。

## ライブ
大抵のライブで同曲はスタジオ版と異なった演奏がされている。その際、構成はメイスンが「ユージン、斧に気をつけろ」で指示したように「静→動→静→激」の形式を取っている。その傾向は他の曲にも見られる(走り回ってやエコーズなど)。
また大抵の演奏が5分以上と、スタジオ盤より長くなっている。
レコーディング以前の海賊盤での曲名はギルモアのハミングにちなんだ「スキャット」であり、ライトの印象的なシンセサイザーは聞かれない。ギルモアがリードを取り、度々ギターと同じ旋律を歌っていた。